# Marilyn Virdiana Díaz Ramirez
Marilyn Virdiana Díaz Ramírez (* 18. November 1991 in San Luis Potosí) ist eine mexikanische Fußballspielerin.

## Karriere

### Verein
Díaz startete ihre Karriere in der Jugend des Club San Luis. Nachdem sie alle Jugendteams bis zur B-Jugend in San Luis Potosi durchlaufen hatte, wechselte sie zu den UNAM Pumas. Nach einem halben Jahr verließ sie die Pumas und wechselte zum Club de Futbol Femenil Andrea’s Soccer Mexico.
Im Januar 2013 wurde Díaz auf eine Liste von 55 Spielern aus den Nationalmannschaften der USA, Kanada und Mexiko, die zu den acht Teams in der neuen National Women’s Soccer League transferiert werden sollte aufgenommen. Im Rahmen der NWSL Player Allocation, wurde sie dem FC Kansas City zugeordnet, wo Díaz zusammen mit Renae Cuéllar spielen sollte.
Im März 2013 teilte der mexikanische Verband den Verein mit, dass Díaz nicht die Freigabe für die NWSL bekommt. Sie kehrte nach dieser Entscheidung des mexikanischen Fußballverbandes zu Andrea’s Soccer zurück.
In der Saison 2016/2017 wechselte Díaz zur neugegründeten Frauenmannschaft des Club América und spielte dort bis zur Saison 2018/2019. Anschließend wechselte sie für eine Saison zu CD Cruz Azul. Seit der Saison 2020/2021 spielt sie für die UNAM Pumas.

### Nationalmannschaft
Am 6. Oktober 2010 wurde sie in den 18er Kader der mexikanischen U-20 für die Panamericanos in Guadalajara berufen. Díaz gehört seit 2011 zum erweiterten Kreis für die Mexikanische Fußballnationalmannschaft der Frauen.

## Privates
Neben ihrer aktiven Fußballkarriere studiert sie seit 2010 an der Facultad de Contaduría y Administración de la UASLP.